# Список президентів Іраку
У статті подано список президентів Іраку.

## Список
Перша республіка
- 1958—1963 — Мугаммед Наджіб ар-Рубаї
- 1963—1966 — Абдул Салам Ареф
- 1966—1968 — Абдель Рахман Ареф
- 1968—1979 — Ахмед Хасан аль-Бакр
- 1979—2003 — Саддам Хусейн

Окупація США 2003—2004
Друга республіка
- 2004—2005 — Газі Машаль аль-Явер
- 2005—2014 — Джалаль Талабані
- 2014 — 2 жовтня 2018 — Фуад Масум
- 2.10.2018 — і зараз — Бархам Саліх